# بريان سيلفا غارسيا
بريان سيلفا غارسيا (بالبرتغالية: Bryan Silva Garcia) (28 مارس 1992 ببيلو هوريزونتي في البرازيل - ) هو لاعب كرة قدم برازيلي في مركز الدفاع. لعب مع جمعية بورتوغيزا الرياضية ونادي بونتي بريتا ونادي أمريكا ونادي بنفيكا بي ‏.

## وصلات خارجية
- بريان سيلفا غارسيا على موقع قاعدة بيانات كرة القدم.إي يو (الإنجليزية)
- بريان سيلفا غارسيا على موقع Soccerway.com (الإنجليزية)
- بريان سيلفا غارسيا على موقع عالم كرة القدم.نت (الإنجليزية)